# Skaručna
Skaručna je gručasto naselje v Občini Vodice ob cesti Vodice - Tacen. Ležijo na rečni terasi potoka Poljšak v južnem delu Skaruškega polja.
Kužno znamenje ob cesti je verjetno iz 1688. Cerkev sv. Lucije na Skaručni je bila zgrajena med 1662 in 1665. Leta 1744 je bila preurejena v baročnem slogu. Poslikave Franceta Jelovška so iz leta 1748. Ker je cerkev posvečena sv. Luciji, je ta bila v preteklosti pogost romarski cilj za ljudi z očesnimi boleznimi.
Na Skaručni sta se rodila slovenski pripovednik Jakob Alešovec, pedagog ter mladinski pisatelj Franc Hubad.